# 史蒂夫·戴维斯
史蒂夫·戴维斯，OBE（英語：Steve Davis，1957年8月22日—），生于英国英格兰，是一位退役职业斯诺克选手。
自从1978年转为职业选手以来，到2004年为止，史蒂夫·戴维斯总共获得了73次冠军，其中28次是排名赛事的桂冠。特别是在1980年代，戴维斯几乎横扫斯诺克球坛：8次打进世界锦标赛决赛，6度夺冠。1988-89赛季，戴维斯还成为历史上首位在一个赛季里赢取超过50万英镑比赛奖金的斯诺克台球选手。进入1990年代以后，由于史蒂芬·亨得利等的崛起，戴维斯没有再次延续1980年代的辉煌，但戴维斯仍是当今斯诺克台球最出色的选手之一。
戴维斯在1985年世界锦标赛决赛上与丹尼斯·泰勒的对决堪称斯诺克历史上最经典的一场比赛，至今还为人津津乐道。双方鏖战到午夜零点20分，直到最后一局的最后一球泰勒才最终以18-17艰难获得冠军。当时有大约1850万观众通过BBC2的电视转播观看了这场精彩的比赛。
1989年的世界锦标赛上，戴维斯以18-3的压倒性优势战胜约翰·帕洛特（John Parrott）获得冠军。这也是最近十多年来世锦赛历史上最一边倒的决赛。
戴维斯具有良好的心理素质，在巨大压力下仍能冷静打球而且很少犯错误。因此赢得了“天然金块”（The Nugget）的美誉。但同时他说话质朴，接受采访时语调单一的风格又获得了令人厌烦的名声。结果，英国一部以讽刺著称的电视连续剧 Spitting Image戏谑性地给戴维斯取了个Steve 'Interesting' Davis的绰号。而戴维斯本人也曾长期在该剧里以冷幽默的形象扮演BBC斯诺克节目的资深评论员和一个电视竞猜节目的嘉宾。1988年，他还曾与Geoff Atkinson共同出版了一本名为How To Be Really Interesting的幽默书。
1988年，戴维斯被评为BBC年度體壇風雲人物，并荣获了MBE。2001年，他又再次被授予OBE。
斯诺克球台之外的戴维斯还是一位爱好广泛、多才多艺的人。1983年，他为当时刚成立不久的Channel 4主持一个名为史蒂夫·戴维斯体育竞猜（The Steve Davis Sports Quiz）的栏目。之后还曾为一家商业电台主持名为史蒂夫·戴维斯喜欢的灵魂乐的灵魂乐节目。1996年 开始，他又出现在当地电台Phoenix FM一档类似的节目里。此外，戴维斯还是一名象棋爱好者，曾经有一段时间还担任了英国国际象棋联盟（British Chess Federation）的主席。
90年代開始，史蒂夫·戴维斯也开始偶爾参与九球的职业比赛，最知名的一戰莫過於他在2000年的世錦賽64強大爆冷門的扳倒了如日中天的菲律賓魔術師雷耶斯，並一路打到八強。他還负责Mosconi杯的组织工作：这是一项持续数天，类似高尔夫莱德杯（Ryder Cup）的美国队和欧洲队的对抗赛事。另外，他还精通扑克，曾出现在一些电视转播的比赛中。
史蒂夫·戴维斯与另外两位著名的斯诺克选手乔·戴维斯和佛雷德·戴维斯（Fred Davis）没有亲戚关系。

## 夺冠情况

### 排名赛事
- 世界锦标赛（1981年、1983年、1984年、1987年、1988年、1989年）
- Jameson国际赛（1983年、1984年）
- Fidelity Unit Trusts国际赛（1987年、1988年）
- BCE国际赛（1989年）
- 英国锦标赛（1984年—1987年）
- 拉达经典赛（1984年）
- Rothmans大奖赛（1985年、1988年、1989年）
- 英国公开赛（1986年、1993年）
- Mercantile Credit经典赛（1987年、1988年、1992年）
- 亚洲公开赛（1992年）
- 欧洲公开赛（1993年）
- 威尔士王室公开赛（1994年、1995年）

### 其它赛事
- Benson & Hedges大师赛（1982年、1988年、1997年）
- 爱尔兰大师赛（1983年、1984年、1987年、1988年、1990年、1991年、1993年、1994年）
- Pot Black（1982年、1983年、1991年）
- 世界Trickshot（1994年、1995年、1997年）